# Homotermia
La homotermia es el carácter de los cuerpos en cuyas aguas no existen diferencias notables de temperatura.
Por ejemplo, las aguas del mar Mediterráneo situadas a más de 300 m de profundidad se mantienen constantemente a unos 13 °C. Esa homotermia se debe a la existencia en el estrecho de Gibraltar de un umbral que impide la entrada de aguas frías procedentes del fondo del océano Atlántico. En los lagos, la homotermia se debe a que las capas superficiales que se van enfriando se hunden, produciéndose así constantemente la mezcla con el agua profunda y menos fría.
- Datos: Q1347402